# Højadlen i Det Forenede Kongerige
Højadlen i Det Forenede Kongerige er en betegnelse over et medlem af en af de 5 Peerages i Det Forende Kongerige ofte bare kaldet The Peerage (Adelskalenderen), altså den øverste del af den britiske samfundsklasse (Adlen). The Peerage er et juridisk system bestående af både arvelige titler, og levetidstitler (dvs. at titlerne ikke kan blive arvet af efterkommere, men kun besiddes af én enkel person), sammensat af forskellige ædle rækker.[kilde mangler]
Et medlem af Højadlen kaldes en Peer eller Peer of The Realm. En peer of the realm er en person, der besidder en (eller flere) af fem mulige titler (hertug, Markis, earl, viscount, baron) arvet fra en direkte forfader eller skænket til ham af monarken. I de feudale tider, var medlemmerne af højadlen (peers) vasaller til monarken (dvs. tjenere, der svor en ed af loyalitet til gengæld for beskyttelse eller len – en arv af jord eller penge). Disse baroner blev jævnligt indkaldt til rådgive Parlamentet, og dannede baggrunden for The House of Peers, overhuset.

## Rangorden
Medlemmer af Højadlen (Peers) er af fem ranger, i faldende rækkefølge efter forrang:[kilde mangler]
- Hertug (eng. Duke) kommer fra af middelnedertysk hertoch første led 'hær', sidste led beslægtet med latin dux 'fører'. Den første hertug i adelskalenderen for de britiske øer blev oprettet i 1337. Den feminine form er Hertuginde (eng. Duchess).
- Markis (eng. Marquess) kommer fra franske 'marquis', som er en afledning af «marche» eller marts. Dette er en reference til grænser ("marcher") mellem England, Skotland og Wales.. Den første Marquis i adelskalenderen for de britiske øer blev oprettet i 1385. Den feminine form er Markise (eng. Marchioness).
- Jarl (eng. Earl) den engelske udgave kommer fra det gamle engelske eller angelsaksiske 'eorl', en militær leder. Ordet kommer fra det oldnordiske ord "jarl", hvilket betyder fri-født kriger eller adelsmand, under Danelagens, og er afledt af navnet på den germanske stamme erulerne, herulerne. Da der var ingen feminine oldengelsk eller oldnordisk udgave af ordet bruger man, "Grevinde" (en Earl er tilsvarende til kontinental europas 'greve'), fra latinske 'comes'. Skabt circa 800-1000.
- Vicomte (eng. Viscount) kommer fra latinske 'vicecomes', vice-count (Vice-greve). Skabt i 1440. Den feminine form er Vicomtesse (eng. Viscountess).
- Baron kommer fra middelalderlatin baro 'vasal', oprindelig et germansk ord, jævnført med middelhøjtysk bar 'mand. Skabt i 1066. I den skotske adelskalender alene, kaldes indehavere af den femte rang ikke en 'Baron', men snarere» 'Lord of Parliament''. Baroner i Skotland var traditionelt indehavere af feudale Værdigheder, ikke ikke titler i en adelskalender (Peerage), men de betragtes som mindre baroner og genkendes af kronen som ædle. Den feminine form er baronesse (eng. Baroness).

Baronets, selvom indehavere af arvelige titler, er ikke medlemmer af højadlen (peer), da baronetranger aldrig har givet adelig status, selv om de socialt betragtes som en del af aristokratiet. Riddere, Dames og indehavere af andre britiske ikke-arvelige ridderlige-ordner, dekorationer og medaljer er ligeledes ikke peers.